# 二号航站楼能源中心
二号航站楼能源中心（英語：T2 Energy Centre）是位于伦敦希思罗机场的生物燃料热电联产发电站，2012年12月投运。能源中心为T2/T5提供一半的用电量，并为当地电网发电，与机场的一些运营需求类似。

## 运行
能源中心热电联产碱加热负荷为9兆瓦（热能），生物质热电联产功率输出为1.8兆瓦（电），第一批木片于2012年11月交付。
能源中心每年从希思罗机场方圆100英里的可持续林地（例如位于巴恩斯的伦敦湿地中心和里士满公园）调用25,000吨木片，这可以有效降低运输成本和二氧化碳排放量。发电所产生的灰烬无需在垃圾填埋场填埋，而是在回收后为当地农业和制造业提供原材料和肥料。机场当局声称，与使用产生相同电量的天然气相比，木材燃料可将二氧化碳排放量减少1.3万吨，到2020年将其碳足迹削减三成四。能源中心发出的多余电力将送入当地电网。

## 所获奖项
2012年9月，英国特许采购与供应协会授予希思罗机场有限公司在能源中心方面的“最佳企业责任贡献奖”。